# Clathria spongodes
Clathria spongodes är en svampdjursart som beskrevs av Arthur Dendy 1922. Clathria spongodes ingår i släktet Clathria och familjen Microcionidae. Inga underarter finns listade i Catalogue of Life.